# Am Ginsterpfad

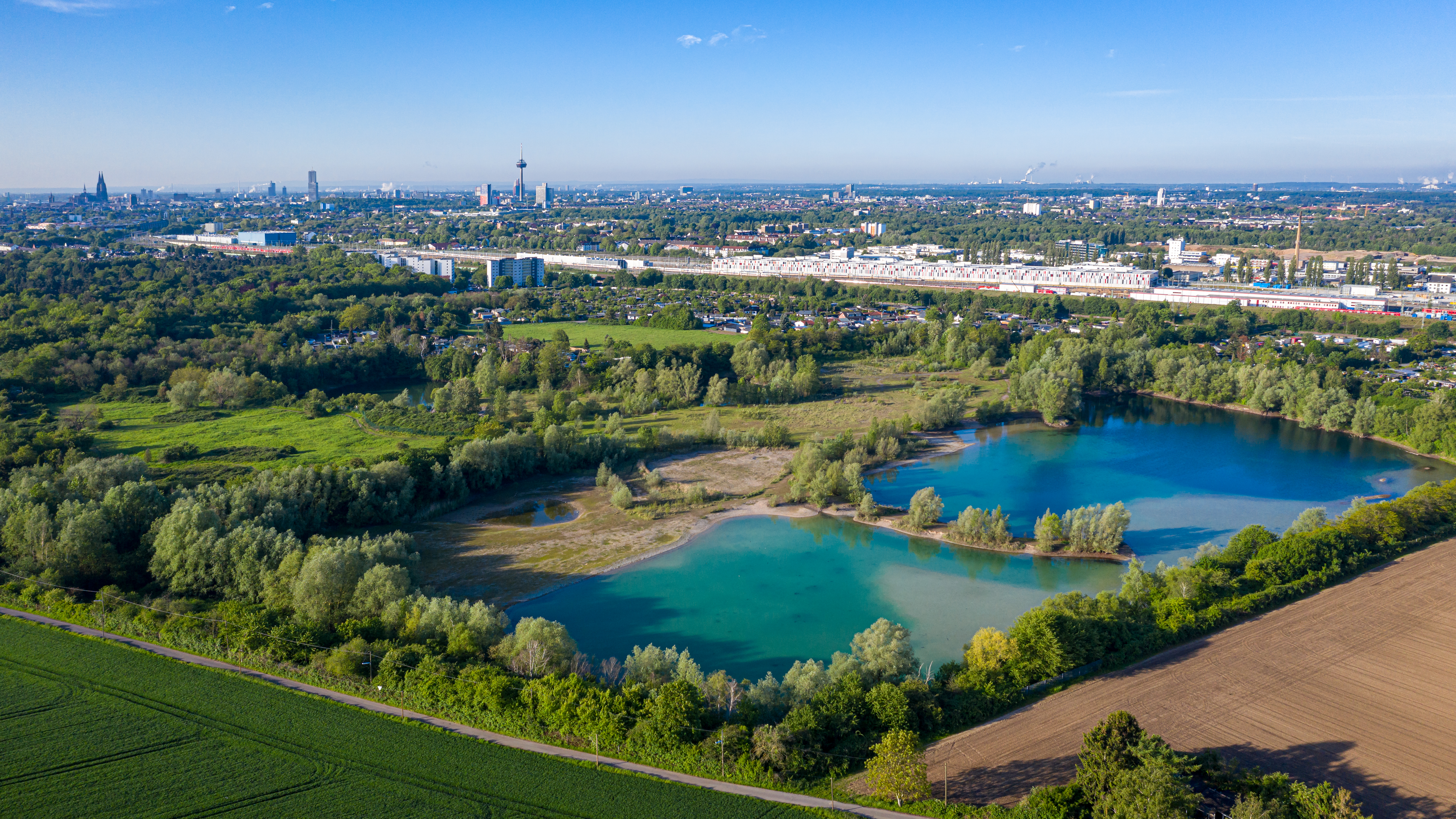
Naturschutzgebiet Am Ginsterpfad

Die ehemalige Kiesabbaufläche Am Ginsterpfad ist ein rund 21 Hektar großes Naturschutzgebiet zwischen den linksrheinischen Kölner Stadtteilen Weidenpesch, Longerich und Mauenheim. Das Gebiet mit seinen knapp 70 Tier- und Pflanzenarten steht seit 1991 unter Naturschutz und darf aus Gründen des Tier- und Pflanzenschutzes größtenteils nicht betreten werden. Von einem Aussichtspunkt kann man die tiefer gelegenen Bereiche der ehemaligen Kiesgrube ohne direktes Betreten des Schutzgebietes beobachten.

## Beschreibung

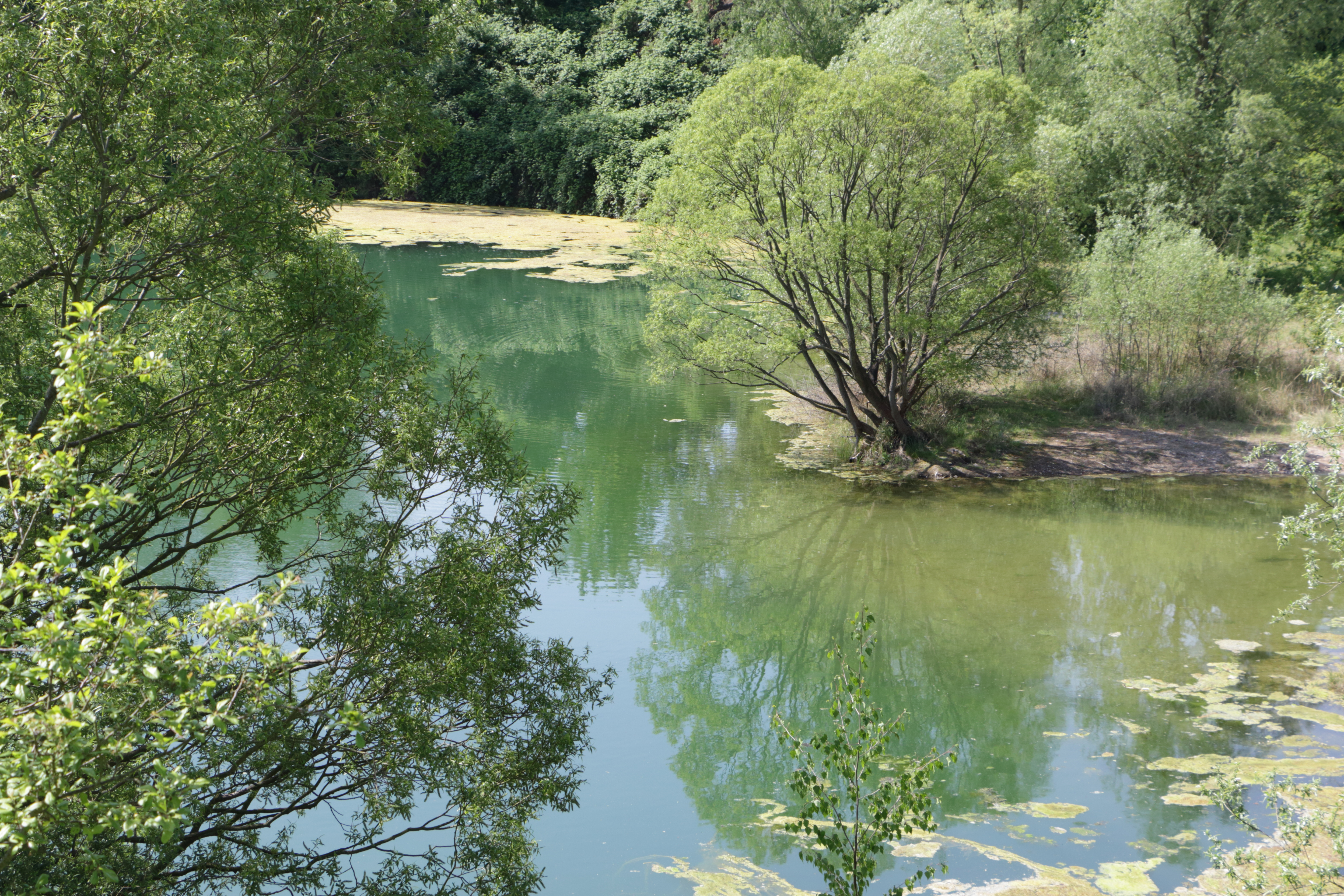
Uferzonen Am Ginsterpfad

In den 1950er Jahren wurde mit der Kiesgewinnung begonnen. Die dadurch entstandenen Gruben wurden zwischen 1957 und 1960 mit Hausmüll aufgefüllt. Inzwischen jedoch sind aus diesen Gruben mehrere Stillgewässer unterschiedlicher Größe entstanden. Das nördliche Gewässer ist das größte und besitzt Unterwasser- und Schwimmblattvegetation mit einem kleinen Röhricht-Bestand am Westrand. Am Südrand verteilen sich weitere kleinere Stillgewässer mit und ohne Vegetation. Ein Teil des Rohbodens hat sich zu einem Trockenrasen mit vereinzelten Gebüschen, die vor allem in den Uferbereichen wachsen, entwickelt. Der steile Randbereich ist fast vollständig mit Gehölzen bestanden und schirmt das Gelände nach außen hin ab. Auf einem höheren Geländeniveau im Osten erstreckt sich eine Fettwiese mit einzelnen Gebüschen, die gelegentlich mit Hausschafen beweidet wird. Südlich schließt sich ein kleiner Waldbereich an. Im nördlichen und östlichen Umfeld werden Ackerflächen bewirtschaftet, während sich im Westen und im Süden zum Teil dauerhaft bewohnte Kleingärten befinden.

## Fauna und Flora

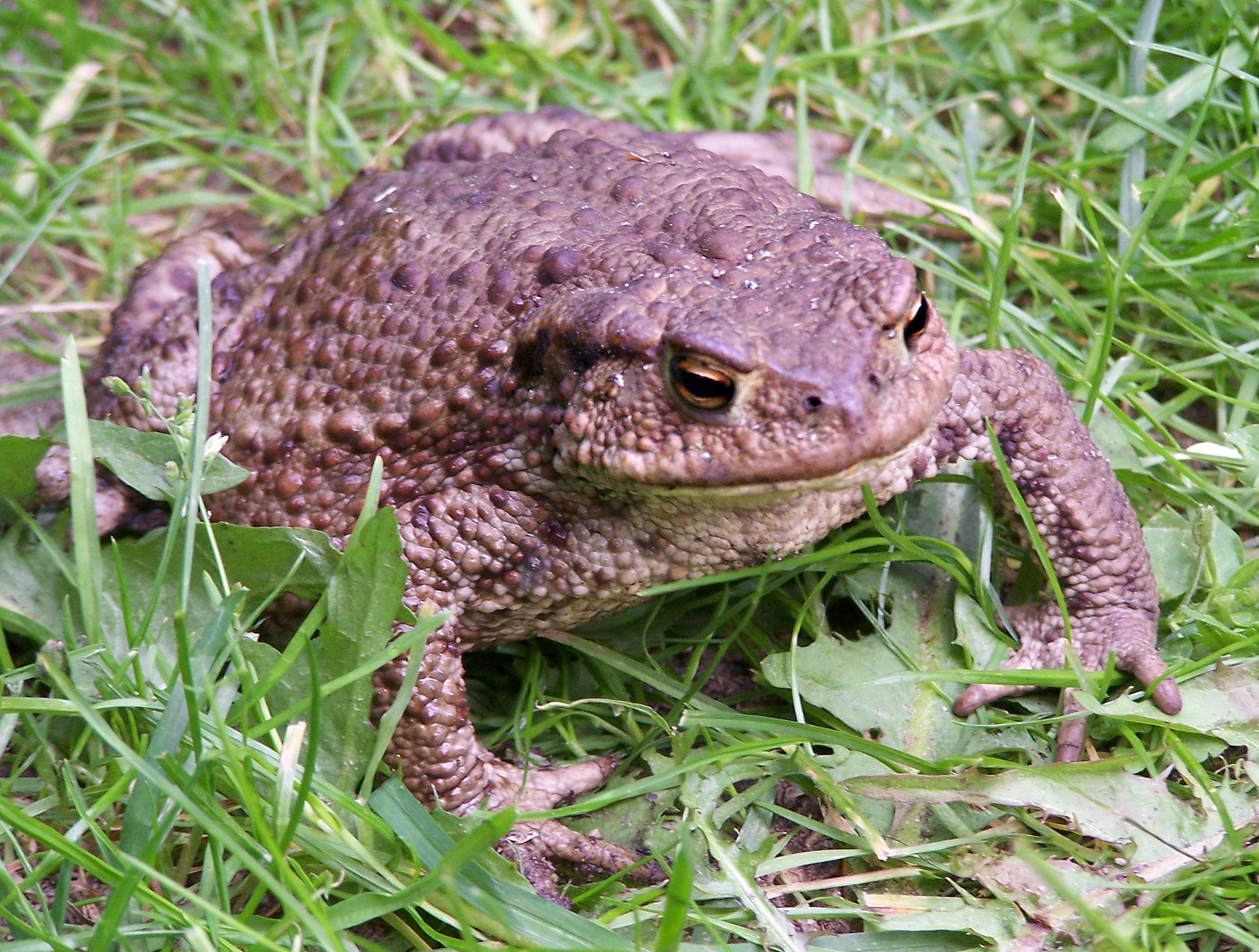
Erdkröte

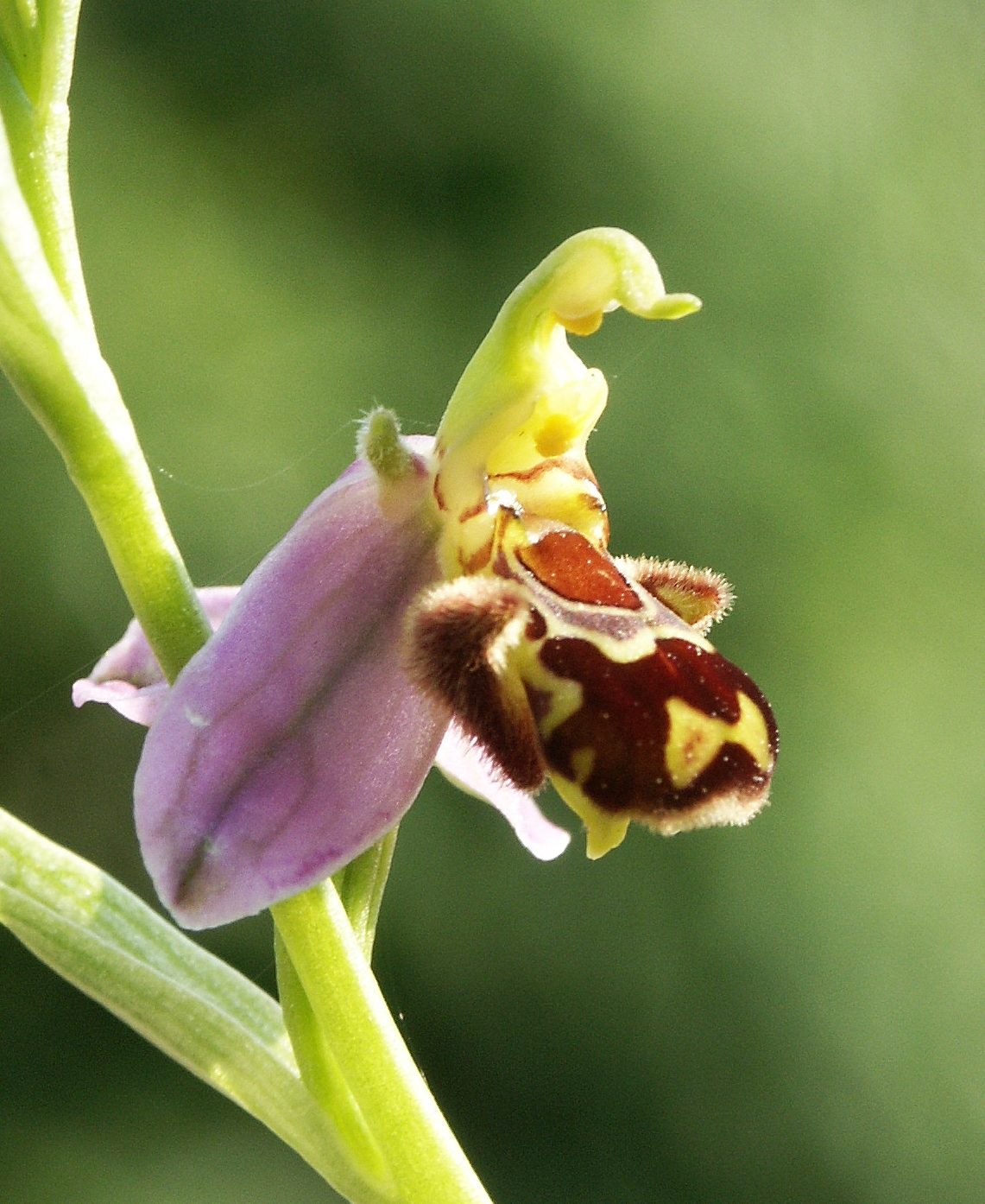
Bienen-Ragwurz

Das Gelände beheimatet teils sehr seltene Tierarten. In den Gewässern laichen unter anderem Kammmolche, Erdkröten sowie die streng geschützten Kreuz- und Wechselkröten. Im Sommerhalbjahr besiedeln zahlreiche Libellen die feuchten Abschnitte des Naturschutzgebiets. Sie locken mitunter Baumfalken an, die sich unter anderem von diesen Fluginsekten ernähren. Viele Vögel wie beispielsweise Kiebitze und Neuntöter brüten hier und nutzen das Gebiet als Durchzugs- und Winterquartier. Der sandige Boden ist darüber hinaus ein idealer Lebensraum für Laufkäfer und eine ganze Reihe verschiedener anderer Insekten.
Beispiele für einheimische Pflanzen sind Sanddorn, Wilde Möhre, Schwarzer Holunder und Bienen-Ragwurz.